# Bray (België)
Bray is een dorp in de Belgische provincie Henegouwen, en een deelgemeente van de Waalse stad Binche. De naam Bray betekent modder (brago in het Gallo-Romeins).
Bray was een zelfstandige gemeente, tot die bij de gemeentelijke herindeling van 1977 toegevoegd werd aan de gemeente Binche. Er was een steenkoolmijn tussen 1911 en 1949.

## Bezienswaardigheden
- De Onze-Lieve-Vrouwekerk (Église de la Sainte-Vierge) is een classicistisch kerkgebouw van 1776.

## Natuur en landschap
Bray ligt aan de Ruisseau des Estinnes. De hoogte aan de kerk bedraagt 61 meter.

## Economie
In Bray werd zand gewonnen en ook was er een zandsteengroeve die de stenen leverde voor de ommuring van de stad Binche.
Eind 19e eeuw begon de steenkoolwinning op industriële schaal. De Charbonnière du Levant de Mons was van 1857-1935 in bedrijf. In 1911 kwamen er twee mijnschachten. Ook kwam er een cokesfabriek en een kleine elektriciteitscentrale. In 1949 werd het geheel buiten bedrijf gesteld.

## Demografische ontwikkeling
- Bronnen:NIS, Opm:1831 tot en met 1970=volkstellingen, 1976= inwoneraantal op 31 december

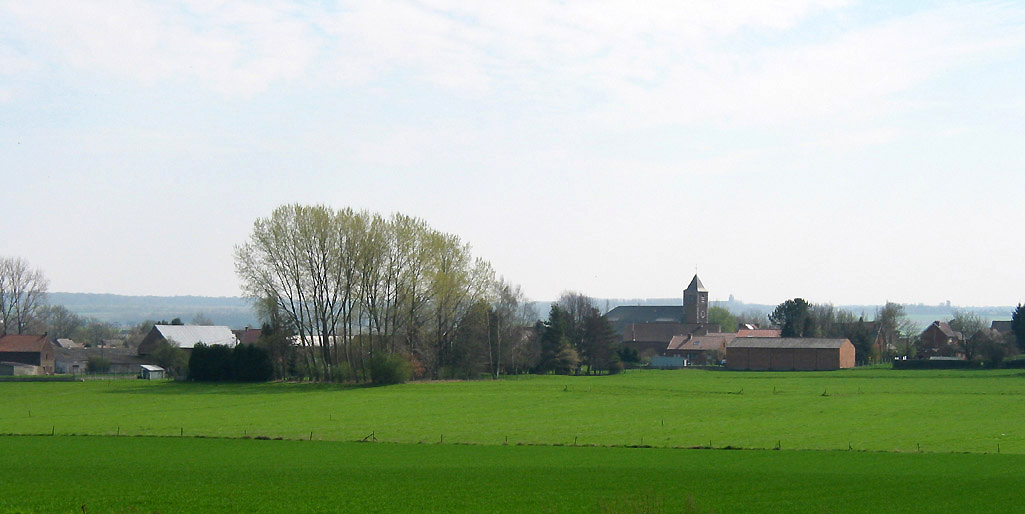
Het dorp, met onder meer de kerk

## Nabijgelegen kernen
Le Levant de Mons, Maurage, Péronnes-lez-Binche, Waudrez, Estinnes-au-Val